# Emily Bold

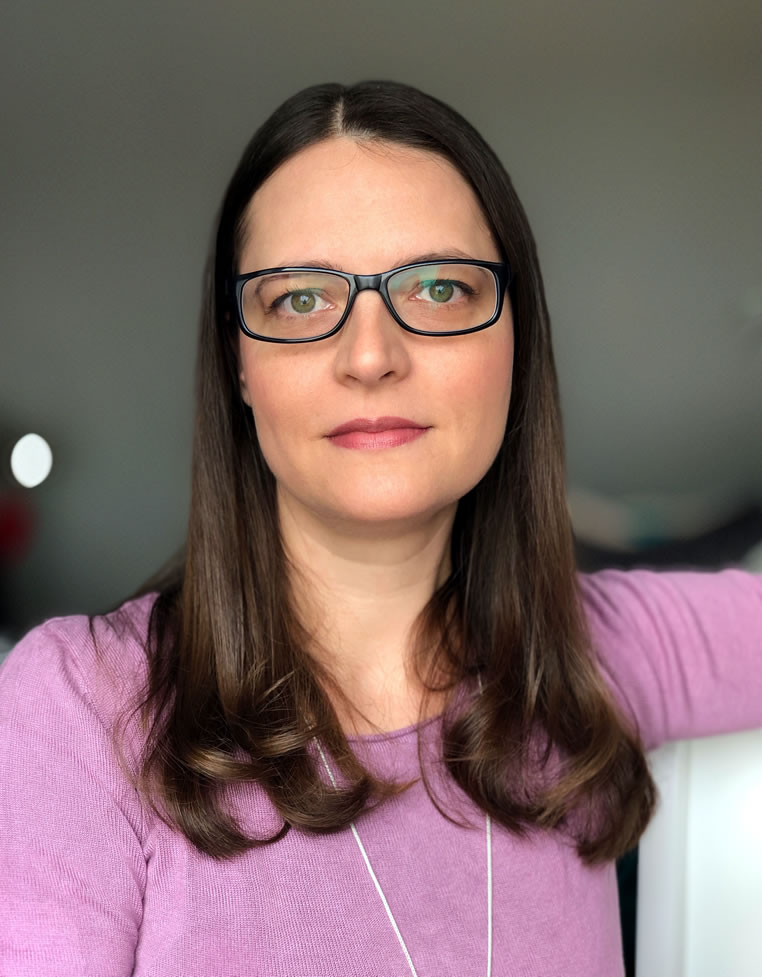
Emily Bold (2019)

Emily Bold (* 2. März 1980 in Mittelfranken) ist eine deutsche Schriftstellerin, die Liebesromane für Jugendliche und Erwachsene, Fantasyromane sowie historische Romane verfasst.

## Werdegang
Emily Bolds erster historistischer Liebesroman, mit dem Titel Gefährliche Intrigen, erschien im April 2011 auf der Kindle-Direct-Publishing-Plattform als E-Book und kam unter die Top 20 Bestseller des Jahres in der Kategorie Romane bei Amazon. Die Autorin war somit eine der ersten Selfpublisherinnen, die 2011 das Angebot zum Start von Amazons KDP-Programm (Kindle-Direct-Publshing) annahmen und ihre Romane dort zum Download anbot.
Aus der ehemaligen Selbstverlegerin wurde eine Verlagsautorin. Inzwischen arbeitete sie unter anderem mit Verlagen wie Ullstein, Thienemann-Esslinger und Montlake Romance zusammen, welche ihre Romane veröffentlichen. Bold legt sich nicht auf ein bestimmtes Genre fest und schreibt Bücher für Jugendliche und Erwachsene. Einige ihrer Werke wurden ins Englische übersetzt, darunter ihre dreiteilige Young-Adult-Serie The Curse. Auch in die ungarische, türkische, russische und tschechische Sprache wurden einige Publikationen von Bold inzwischen übersetzt und veröffentlicht.
Ein Großteil ihrer Romane sind auch als Hörbücher eingelesen (unter anderem von Svantje Wascher, Eva Gosciejewicz und Vanida Karun) und veröffentlicht worden.
Bold ist gelernte Chemielaborantin. Sie lebt mit ihrer Familie in Franken und arbeitet seit Jahren hauptberuflich als Autorin.

## Kollaboration mit anderen Autoren
Emily Bold hat gemeinsam mit den Autorinnen Johanna Danninger, Frieda Lamberti, Greta Milán und dem Autor Friedrich Kalpenstein an der fünfteiligen Buch-Reihe Hearts on Fire geschrieben, einer Geschichte über eine Münchner Feuerwache. Die Titel wurden über das Jahr 2019 bei Montlake Romance, einem Imprint von Amazon Publishing, veröffentlicht. Die Titel in der Reihenfolge ihrer Veröffentlichungen sind Jonah geschrieben von Johanna Danninger, Erik von Frieda Lamberti, Vincent von Greta Milán, Marie von Friedrich Kalpenstein und Leo von Emily Bold.

## Werke (Auswahl)

### Einzelwerke
- Lichtblaue Sommernächte. Ullstein Verlag, Berlin 2015, ISBN 978-3-5482-8706-5.
- Klang der Gezeiten. Ullstein Verlag, Berlin 2017, ISBN 978-3-5482-8894-9.
- Der Duft von Pinienkernen. Ullstein Verlag, Berlin 2017, ISBN 978-3-5482-8908-3.
- Gefährliche Intrigen. Montlake Romance, Luxemburg 2018, ISBN 978-2-9198-0348-4.
- Der Sehnsucht wildes Herz. Montlake Romance, Luxemburg 2018,  ISBN 978-2-9198-0346-0.
- Eine verführerische Rebellin. Montlake Romance, Luxemburg 2018, ISBN 978-2-9198-0311-8.
- Eine Comtesse mit Samthandschuhen. Montlake Romance, Luxemburg 2018, ISBN 978-2-9198-0801-4.
- Hearts on Fire: Leo. Montlake Romance, Luxemburg 2019, ISBN 978-2-919804-71-9.

### Mr Grey
- Auf der Suche nach Mr. Grey: Autsch ist ein schlechtes Safeword. CreateSpace Independent Publishing Platform, 2015, ISBN 978-1507825495
- Ein Tanz mit Mr. Grey: Wer hat eigentlich die Wassermelone getragen?. CreateSpace Independent Publishing Platform, 2015, ISBN 978-1515000815
- Frohes Fest mit Mr. Grey: Was traegt Santa eigentlich drunter? CreateSpace Independent Publishing Platform, 2015, ISBN 978-1519341273
- Ein Job für Mrs. Grey: Mission ziemlich impossible!. CreateSpace Independent Publishing Platform, 2016, ISBN 978-1523871711
- Im Urlaub mit Mr. Grey: Eine rote Badehose macht noch keinen Rettungsschwimmer!. CreateSpace Independent Publishing Platform, 2016, ISBN 978-1534674967
- Eine Braut für Mr. Grey: Wer "Ja" sagt, braucht kein Safeword mehr!. CreateSpace Independent Publishing Platform, 2017, ISBN 978-1543239676

### Darkest Red
- Aus Nebel geboren. BoD, 2015, ISBN 978-3735762825
- Von Flammen verzehrt. BoD, 2015, ISBN 978-3735774439
- Im Dunkel verborgen. BoD, 2015, ISBN 978-3738605457

### Wenn Liebe ...
- Wenn Liebe nach Pralinen schmeckt. Montlake Romance, Luxemburg 2016, ISBN 978-1-5039-4046-8.
- Wenn Liebe Cowboystiefel trägt. Montlake Romance, Luxemburg 2017, ISBN 978-1-4778-2463-4.
- Wenn Liebe Wunden heilt. Montlake Romance, Luxemburg 2019, ISBN 978-2-9198-0445-0.

### Silberschwingen
- Silberschwingen 1: Erbin des Lichts. Planet Girl Verlag, Stuttgart 2018, ISBN 978-3-5225-0577-2.
- Silberschwingen 2: Rebellin der Nacht. Planet Girl Verlag, Stuttgart 2018, ISBN 978-3-5225-0578-9.

### The Curse
- The Curse 1: UNSTERBLICH mein. Planet Girl Verlag, Stuttgart 2019 ISBN 978-3-5225-0579-6.
- The Curse 2: UNENDLICH dein. Planet Girl Verlag, Stuttgart 2019, ISBN 978-3-5225-0580-2.
- The Curse 3: UNVERGÄNGLICH wir. 	Planet Girl Verlag, Stuttgart 2019, ISBN 978-3-7394-4528-1.

### Stolen
- Stolen 1: Verwoben in Liebe. Planet Girl Verlag, Stuttgart 2020, ISBN 978-3-522-50659-5.
- Stolen 2: Verwoben in Verrat. Planet Girl Verlag, Stuttgart 2021, ISBN 978-3-522-50660-1.
- Stolen 3: Verwoben in Vergessen. Planet Girl Verlag, Stuttgart 2021, ISBN 978-3-522-50661-8.

### Palast der Lügen
- Vergangen ist nicht vorbei (Band 1). Planet Girl Verlag, Stuttgart 2022, ISBN 978-3-522-50745-5.